# Kotha Guru
Kotha Guru es una ciudad de la India en el distrito de Bathinda, estado de Panyab.

## Geografía
Se encuentra a una altitud de 215 m s. n. m. a 222 km de la capital estatal, Chandigarh, en la zona horaria UTC +5:30.

## Demografía
Según estimación 2010 contaba con una población de 10 122 habitantes.